# Suvaphat Janseetha
Suvaphat Janseetha (* 26. März 1997) ist ein thailändischer Fußballspieler.

## Karriere
Suvaphat Janseetha spielte bis Ende 2016 beim BEC Tero Sasana FC. Der Verein aus der thailändischen Hauptstadt Bangkok spielte in der ersten Liga des Landes, der Thai Premier League. 2017 wechselte er zum Ligakonkurrenten Pattaya United FC nach Pattaya. Für die Dolphins absolvierte er 2017 zwei Erstligaspiele. Seit Anfang Juni 2017 ist er vertrags- und vereinslos.